# 南城ひかり
南城 ひかり（みなしろ ひかり、1975年10月14日 - ）は、ビューティーライフコンサルタント、マナー講師。元宝塚歌劇団・宙組娘役。
東京都世田谷区、成女学園出身。身長160cm。本名、岩橋 明代（いわはし あきよ）。愛称は、あきよ。

## 略歴
- 1991年、高校一年終了後二度目の受験で宝塚音楽学校へ入学。
- 1993年、79期生として宝塚歌劇団に入団。入団時の成績は40人中4番[2]。月組『グランドホテル／BROADWAY BOYS』で初舞台。翌1994年1月7日[2]、月組へ配属される。
  - 同期生に元雪組トップスターの水夏希、元月組組長の越乃リュウ、元花組トップ娘役の大鳥れい、元雪組副組長の未来優希、立樹遥などがいる。
- 1994年、阪急電鉄の初詣ポスターのモデルに選ばれる[3][4]。
- 1998年、宙組創設メンバーの一人として、組替え。初めての宙組公演の『エクスカリバー』で新人公演初ヒロインに抜擢される。
- 2000年、ベルリン公演に参加。
- 2001年8月12日[2]、『ベルサイユのばら2001 -フェルゼンとマリー・アントワネット編-』の東京公演千秋楽をもって宝塚歌劇団を退団。
- 2002年6月、浅井企画に所属し、本名の岩橋 明代（いわはし あきよ）で女優として芸能活動を行い、舞台、映画、ドラマ等、幅広い活動を目指し、ワークショップ等に参加。[1]
- 2007年、浅井企画を退社。ビューティーライフサロン「ミニョン」を主宰しビューティーライフコンサルタント、マナー講師として活動している。

## 宝塚歌劇団時代の主な舞台

### 月組時代
- 1994年6月、『エールの残照／TAKARAZUKA・オーレ!』新人公演：シャルミラ王女（本役：那津乃咲）
- 1995年6月、『ハードボイルドエッグ／EXOTICA!』（東京宝塚劇場）新人公演：シンディ（本役：風花舞）
- 1995年8月、『ME AND MY GIRL』新人公演：ソフィア・ブライトン
- 1995年10月、『ある日どこかで』（バウ・東京特別）フラニー(少女)
- 1996年3月、『CAN-CAN／マンハッタン不夜城』新人公演：クロディーヌ（本役：千ほさち）
- 1996年9月、『チェーザレ・ボルジア -野望の軌跡-／プレスティージュ』新人公演：ジュリア（本役：美原志帆）
- 1996年12月、『バロンの末裔／グランド・ベル・フォリー』新人公演：エミリ（本役：夏妃真美）
- 1997年6月、『EL DORADO』イレーネ、新人公演：コンチータ（本役：夏河ゆら）
- 1997年9月、『チェーザレ・ボルジア -野望の軌跡-／プレスティージュ』（全国ツアー）ジュリア

### 宙組時代
- 1998年1月、『夢幻宝寿頌／This is TAKARAZUKA!』（香港）
- 1998年3月、『エクスカリバー／シトラスの風』新人公演：ロザライン（本役：花總まり）＊新人公演初ヒロイン
- 1998年9月、『バウ・ボヤージュ!』（バウ）
- 1998年10月、『エリザベート〜愛と死の輪舞（ロンド）〜』新人公演：エリザベート（本役：花總まり）＊新人公演ヒロイン
- 1999年6月、『激情 -ホセとカルメン-／ザ・レビュー 99』メルセデス、新人公演：カルメン（本役：花總まり）＊新人公演ヒロイン
- 1999年9月、『TEMPEST -吹き抜ける九龍-』（バウ）アニタ・リー
- 2000年1月、『砂漠の黒薔薇／GLORIOUS!!』マルシナー姫
- 2000年6月、『宝塚 雪・月・花／サンライズ・タカラヅカ』（ベルリン公演）
- 2000年8月、『望郷は海を越えて／ミレニアム・チャレンジャー!』ナスターシャ
- 2001年2月、『望郷は海を越えて／ミレニアム・チャレンジャー!』（中日）ナスターシャ
- 2001年4月、『ベルサイユのばら2001 -フェルゼンとマリー・アントワネット編-』ソフィア　＊退団公演

## 宝塚歌劇団退団後の主な活動

### 舞台
- T1project公演「under love〜地下室の弁護士〜」（2003年）
- プロデュースユニットJoe company公演「ORB（オーヴ）」（2003年）
- T1project公演「Come to oneself〜under love2〜」（2004年）

### テレビドラマ
- 水戸黄門 第31部 （TBS、2003年1月6日）
- 金曜エンタテイメント「アリバイの彼方に3」 （フジテレビ、2004年5月14日 O.A.）
- 恋におちたら〜僕の成功の秘密〜・第8話　（フジテレビ、2005年6月2日）

## CM
- 東栄住宅
- 阪急電鉄

## 著書
- 7日間でマスター タカラジェンヌ式 魅せる!レッスン （2009年、あさ出版、ISBN 4860633423）
- “美人”になるしぐさ&マナー図鑑―タカラジェンヌ式“好感度UP”の秘訣（2009年、大和出版）